# Atresmedia Cine
Atresmedia Cine (anteriormente conocido como Antena 3 Films o A3 Films) es una productora española de producción cinematográfica y es propiedad de Atresmedia. Las películas se emiten en el cine y las miniseries en Antena 3.
Ha hecho varios telefilmes, tales como: Un burka por amor, 20-N: Los últimos días de Franco, entre otros. También hace ficciones, en alianza con otras productoras, como Física o química, Doctor Mateo, Aquí no hay quien viva, El internado, Los hombres de Paco, La familia Mata y Un paso adelante. Además, Atresmedia Cine, ha hecho un telefilme que relata la vida del primer presidente de la Transición Española, asumido tras la muerte de Francisco Franco, acaecida el 20 de noviembre de 1975, llamada Adolfo Suárez, el presidente.
En España y Andorra el 99% de su contenido está disponible en Atresplayer Premium y Amazon Prime Video. Todo su contenido hasta el año 2020 se ha emitido al menos una vez en abierto a través de un canal perteneciente a Atresmedia.

## Década del 2000

### Año 2000
- La comunidad; cine (29 de septiembre de 2000) (6.709,857€)

### Año 2001
- No te fallaré; cine (2 de marzo de 2001) (3.167,025 €)

### Año 2003
- Al sur de Granada; cine (10 de enero de 2003) (2.361,472 €)

### Año 2005
- Torrente 3: El protector; cine (30 de septiembre de 2005) (18.168,924€)

### Año 2006
- Los Borgia; cine (6 de octubre de 2006) ( 6.741,596€ )

### Año 2007
- Siete mesas de billar francés; cine (5 de octubre de 2007) (1.693,814€)
- Ángeles S.A; cine (21 de diciembre de 2007) (398.070€)

### Año 2008
- Mortadelo y Filemón. Misión: salvar la Tierra; cine (25 de enero de 2008) (7.348,319€)
- El último justo; cine (29 de febrero de 2008) (265.560€)
- Cobardes; cine (25 de abril de 2008) (616.325€)
- Fuera de carta; cine (11 de abril de 2008) (4.846,712€)
- Sexykiller, morirás por ella; cine (10 de octubre de 2008) (197.332€)
- Carlitos y el campo de los sueños; cine (22 de agosto de 2008 (1.194,478€)
- Vicky Cristina Barcelona; cine (19 de septiembre de 2008 (6.394,905€)
- Los años desnudos; cine (24 de octubre de 2008) ( 337.612€ )
- Sólo quiero caminar; cine (31 de octubre de 2008) (842.465€)

### Año 2009
- Al final del camino; cine (8 de abril de 2009) (2.321,495€)
- Fuga de cerebros; cine (24 de abril de 2009) (6.295,027€)
- Pagafantas; cine (3 de julio de 2009) (1.507,281€)
- Planet 51; cine (27 de noviembre de 2009) (11.327,982€)

## Década de 2010

### Año 2010
- Pájaros de papel; cine (12 de marzo de 2010) (1.145,884€)
- Que se mueran los feos; cine (23 de abril de 2010) (5.869,966€)
- Conocerás al hombre de tus sueños; cine (27 de agosto de 2010) (3.089,660€)
- Lope; cine (3 de septiembre de 2010) (1.635,302€)
- Los ojos de Julia; cine (29 de octubre de 2010) (6.741,009€)
- Tres metros sobre el cielo; cine (3 de diciembre de 2010) (8.383,744€)

### Año 2011
- No controles; cine (5 de enero de 2011) (501.298€)
- Torrente 4: Lethal Crisis; cine (11 de marzo de 2011) (19.356,588€)
- No lo llames amor... llámalo X; cine (6 de mayo de 2011) (694.051€)
- Lo contrario al amor; cine (26 de agosto de 2011) (2.133,265€)
- Intruders; cine (7 de octubre de 2011) (2.191,404€)
- Fuga de cerebros 2; cine (2 de diciembre de 2011) (4.866,306€)
- Maktub; cine (16 de diciembre de 2011) (228.947€)
- XP3D; cine (28 de diciembre de 2011) (1.683,138€)

### Año 2012
- Luces rojas; cine (2 de marzo de 2012) (3.012 861€)
- Extraterrestre; cine (23 de marzo de 2012) (161.464€)
- Tengo ganas de ti; cine (22 de junio de 2012) (11.974,731€)
- Fin; cine (23 de noviembre de 2012) (1.470,035€)
- El cuerpo; cine (21 de diciembre de 2012) (5.894,234€)

### Año 2013
- El callejón; cine (1 de marzo de 2013) (936€)
- Los últimos días; cine (27 de marzo de 2013) (2.141,437€)
- Combustión; cine (26 de abril de 2013) (1.280,639€)
- Tres 60; cine (26 de julio de 2013) (226.913€)
- La gran familia española; cine (13 de septiembre de 2013) (3.114,639€)
- Zipi y Zape y el club de la canica; cine (4 de octubre de 2013) (5.078,231€)
- Grand Piano; cine (25 de octubre de 2013) (600.629€)
- 3 bodas de más; cine (5 de diciembre de 2013) (6.242,948€)
- Futbolín; cine (20 de diciembre de 2013) (2,884,900€)
- Ismael; cine (25 de diciembre de 2013) (1.277,620€)

### Año 2014
- Mindscape; cine (24 de enero de 2014) (841.025€)
- Kamikaze; cine (28 de marzo de 2014) (1.461,288€)
- Purgatorio; cine (4 de abril de 2014) (672€)
- Pancho, el perro millonario; cine (6 de junio de 2014) (2.524,350€)
- Open Windows; cine (4 de julio de 2014) (322.171€)
- La isla mínima; cine (26 de septiembre de 2014) (7.736,866€)
- Torrente 5: Operación Eurovegas; cine (3 de octubre de 2014) (10.783,333€)
- El club de los incomprendidos; cine (25 de diciembre de 2014) (2.170,628€)

### Año 2015
- Perdiendo el norte; cine (6 de marzo de 2015) (10.395,288€)
- Cómo sobrevivir a una despedida; cine (24 de abril de 2015) (767.315€)
- Ahora o nunca; cine (19 de junio de 2015) (8.442,163€)
- El desconocido; cine (25 de septiembre de 2015) (2.966,370€)
- Palmeras en la nieve; cine (25 de diciembre de 2015) (16.907,931€)

### Año 2016
- Tenemos que hablar; cine (26 de febrero de 2016) (1.336,866€)
- El pregón; cine (18 de marzo de 2016) (1.916,439€)
- Toro; cine (22 de abril de 2016) (1.710,576€)
- Rumbos; cine (10 de junio de 2016) (285.460;€)
- Capitán Kóblic; cine (17 de junio de 2016 (400.817€)
- Zipi y Zape y la isla del capitán; cine (29 de julio de 2016) (2.462,329€)
- Cuerpo de élite; cine (26 de agosto de 2016) (6.539,462€)
- El hombre de las mil caras; cine (23 de septiembre de 2016) (2.597,062€)
- Ozzy; cine (14 de octubre de 2016) (2.008,094€)
- Que Dios nos perdone; cine (28 de octubre de 2016) (1.387,007€)
- La Reina de España; cine (25 de noviembre de 2016) (1.060,816€)
- Villaviciosa de al lado; cine (2 de diciembre de 2016) (8.661,241€)

### 2017
- Contratiempo; cine (6 de enero de 2017) (3.661,397€)
- Los del túnel; cine (20 de enero de 2017) (1.092,733€)
- El guardián invisible; cine (3 de marzo de 2017) (3.603,891€)
- El bar; cine (24 de marzo de 2017) (2.879,787€)
- Plan de fuga; cine (5 de abril de 2017) (1.112,593€)
- Señor, dame paciencia; cine (16 de junio) de 2017 (6.636,689€)
- Abracadabra ; cine (4 de agosto de 2017) (1.692,489€)
- La niebla y la doncella; cine (8 de septiembre de 2017) (1.198,358€)
- Toc Toc; cine (6 de octubre de 2017) (6.050,635€)
- Oro; cine (10 de noviembre de 2017) (1.315,585€)

### 2018
- Thi Mai, rumbo a Vietnam; cine (12 de enero de 2018) (1.834,212€)
- Sin rodeos; cine (2 de marzo de 2018) (4.495,600€)
- La tribu; cine (16 de marzo de 2018) (6.146,641€)
- Inmersión; cine (6 de abril de 2018) (370.556€)
- Las leyes de la termodinámica; cine (20 de abril de 2018) (323.987€)
- El mundo es suyo; cine (22 de junio de 2018) (1.339,061€)
- El mejor verano de mi vida; cine (13 de julio de 2018) (7.934,595€)
- Los futbolísimos; cine (24 de agosto de 2018) (3.437,934€)
- El reino; cine (28 de septiembre de 2018) (1.901,241€)
- La sombra de la ley; cine (11 de octubre de 2018) (1.448,683€)
- Durante la tormenta; cine (30 de noviembre de 2018) (807.969€)
- Tiempo después; cine (28 de diciembre de 2018) (1.541,018€)

### 2019
- Gente que viene y bah; cine (18 de enero de 2019) (1.117,820€)
- Perdiendo el este; cine (15 de febrero de 2019) (2.967,627€)
- Taxi a Gibraltar; cine (15 de marzo de 2019) (1.282,086€)
- Los Japón; cine (28 de junio de 2019) (2.768,443€)
- Padre no hay más que uno; cine (26 de julio de 2019) (14.252,991€)
- Quien a hierro mata; cine (30 de agosto de 2019) (2.525,989€)
- El silencio de la ciudad blanca; cine (25 de octubre de 2019) (2.322,380€)
- Legado en los huesos; cine (5 de diciembre de 2019) (1.753,541€)

## Década de 2020

### 2020
- Malasaña 32; cine (16 de enero de 2020) (3.760,940€ )
- Hasta que la boda nos separe; cine (14 de febrero de 2020) (2.726,373€)
- Superagente Makey; cine (17 de julio de 2020) (1.828,232€)
- Padre no hay más que uno 2: La llegada de la suegra; cine (29 de julio de 2020) (12.941,104€)
- Eso que tú me das; documental (30 de septiembre de 2020) (1.418,799€)
- El verano que vivimos; cine (4 de diciembre de 2020) (1.271,505€)

### 2021
- ¡A todo tren! Destino Asturias; cine (8 de julio de 2021) (8.493,358€)
- Las leyes de la frontera; (8 de octubre de 2021) (666.026€)
- La familia perfecta; (3 de diciembre de 2021) (1.331,330€)
- Mamá o papá; cine (17 de diciembre de 2021) (3.470,858€)

### 2022
- La abuela; cine (28 de enero de 2022) (1.817,696€)
- Camera Café, la película; cine (25 de marzo de 2022) (703.215€)
- El juego de las llaves; cine (13 de abril de 2022) (1.006,404€)
- Live is life. La gran aventura; cine (3 de junio de 2022) (320.831€)
- Padre no hay más que uno 3; cine (14 de julio de 2022) (15.607,000€)
- Por los pelos. Una historia de autoestima; cine (12 de agosto de 2022) (624.871€)
- El test; cine (2 de septiembre de 2022) (760.452€)
- Los renglones torcidos de Dios; cine (6 de octubre de 2022) (5.727,334€)
- 13 exorcismos; cine (4 de noviembre de 2022) (1.049,449€)
- Mañana es hoy; cine (2 de diciembre de 2022) (directo a Amazon Prime Video)
- A todo tren 2. Sí, les ha pasado otra vez; cine (2 de diciembre de 2022) (6.549,344€)

### 2023
- La niña de la comunión; cine (10 de febrero de 2023) (1.440,754€)
- Momias; cine (24 de febrero de 2023) (5.916,934€)
- Los buenos modales; cine (28 de abril de 2023) (279.227€)
- Como Dios manda; cine (2 de junio de 2023) (2.133,099€)
- Vacaciones de verano; cine (6 de julio de 2023) (7.417,895€)
- El hombre del saco; cine (11 de agosto de 2023) (149.513€)
- Me he hecho viral; cine (11 de octubre de 2023) (1.101,997€)
- Retribution; cine (27 de octubre de 2023) (323.608€)
- Saben aquell; cine (1 de noviembre de 2023) (935.815€)
- El favor; cine (10 de noviembre de 2023) (617.526€)

### 2024
- Valle de sombras; cine (12 de enero de 2024) (1.670,847€)
- Un mal día lo tiene cualquiera; cine (26 de enero de  2024) (85,808€)
- Políticamente incorrectos; cine (23 de febrero de  2024) (1.074,886€)
- La familia Benetón; cine (22 de marzo de  2024) (4.065,320€)
- Guardiana de dragones (Dragonkeeper); cine (19 de abril de 2024) (1.947,592€)
- Disco, Ibiza, Locomía; cine (17 de mayo de 2024) (238.123€)
- Casa en llamas; cine (28 de junio de 2024) (3.092,367€)
- Padre no hay más que uno 4: Campanas de boda; cine (17 de julio de 2024) (13.435,814€)
- Buffalo Kids; cine (14 de agosto de 2024) (5.234,850€)
- La infiltrada; cine (11 de octubre de 2024) (9.717,001€)
- Marco; cine (8 de noviembre de 2024) (1.285,858€)
- ¿Quién es quién?; cine (5 de diciembre de 2024) (1.360.252€)
- Sin instrucciones; cine (25 de diciembre de 2024) (1.369,129€)

### 2025
- Mikaela; cine (31 de enero de 2025) (1.550,466€)
- Un funeral de locos; cine (11 de abril de 2025) (3.023,719€)
- Padre no hay más que uno 5: Nido repleto ; cine (26 de junio de 2025) (12.139,477€)
- Las irresponsables ; cine (24 de julio de 2025) (115.563€)
- Sin cobertura ; cine (22 de agosto de 2025)
- Siempre es invierno; cine (7 de noviembre de 2025)
- Coartadas; cine (28 de noviembre de 2025)

### 2026
- Abuela tremenda; cine (1 de enero de 2026)
- La familia Beneton + 2; cine (17 de abril de 2026)
- Karateka; cine (30 de octubre de 2026)
- La fiera; cine (4 de diciembre de 2026)
- Cada día nace un listo; cine
- Viaje al país de los blancos; cine
- Tres de más; cine

### Telefilmes
- 2000: El marqués de Sotoancho
- 2005: Padre Coraje
- 2007: Lola
- 2007: El edén perdido
- 2008: Mi historia con Lucas
- 2008: Futuro: 48 horas
- 2008: Días sin Luz
- 2008: 20-N: Los últimos días de Franco
- 2008: El castigo
- 2008: Yo soy el solitario
- 2009: 23F: Historia de una traición
- 2009: Una bala para el rey
- 2009: Marisol, la película
- 2009: Un burka por amor
- 2010: Adolfo Suárez, el presidente
- 2010: La última guardia
- 2010: La piel azul
- 2010: No soy como tú
- 2010: El Gordo: una historia verdadera
- 2010: La princesa de Éboli (miniserie)
- 2010: Raphael: Una historia de superación personal
- 2011: Sofía
- 2011: Marco
- 2013: Tormenta
- 2013: Historias robadas
- 2013: Ben Hur
- 2014: Rescatando a Sara
- 2014: El corazón del océano